# كوزاركانكا
كوزاركانكا (بالصربية: Козарчанка)‏ هي صورة من الحرب العالمية الثانية أصبحت أيقونية في جمهورية يوغوسلافيا الاتحادية الاشتراكية. قام بتصويرها المصور اليوغوسلافي جورو سكريجين في شمال البوسنة خلال شتاء 1943-1944 ، ويظهر فيها امرأة عضوة في بارتيزان يوغوسلاف مبتسمة ترتدي قبعة تيتوفكا وبندقية معلقة على كتفها.